# Попарт в інтер'єрі
Поп-арт — напрямок в образотворчому мистецтві 50-60х. р. р. XX століття, що використовує образи продуктів вжитку.
Поп-арт створений щоб дивувати людей своїм дизайном. В дизайні інтер'єру поп-арт виглядає незвичайно, експресивно, контрастно, яскраво.

## Особливості поп-арту

### Для поп-арту властиві
- постери великих розмірів.
- картини, що активно експлуатують зображення банок кока-коли і супу Кембел.
- образи знаменитостей[1]: Мерилін Монро, Елвіса Преслі, Мао Дзедуна.
- мотиви, що повторюються, як для акценту (постери, картини), так і для фону (настінна плитка, килими з розтиражованим малюнком).

### Основні матеріали
- синтетика
- пластмаса
- папір
- метал

### Для меблів властиві
- абстрактний малюнок
- виражена кольорова палітра, розфарбовування
- глянцеві поверхні
- пластик
- неонові фарби
- яскравий малюнок
- комікси
- багато цікавих деталей, у виборі яких немає обмежень

## Оформлення інтер'єру в стилі поп-арт
Для оформлення інтер'єра в стилі поп-арт, бажано мати в розпорядженні просторе приміщення.
Якщо ж розміри не великі, то можна обійтись варіантом «лайт» — зосередитись на деталях, стилізувати інтер'єр під бажаний образ.
Для поп-арту характерно використовування яскравих (аж до кислотних) і насичених кольорів.
Як правило основний колір інтер'єру білий, допускаються близькі до білого пастельні відтінки. В додаток до нього йдуть кольорові сполучення із декількох яскравих кольорів. Характерна осообливість- кольори рідко доповнюють, згладжують один одного. Найчастіше вони контрастують і протиставляються. Але не варто зловживати буйством кольорів — потрібно враховувати, що в цьому приміщенні вам прийдеться жити. Яскраве може виглядати красиво і свіжо, але є небезпека, що замовнику швидко надоїсть буйство кольорів.

### Стіни в стилі поп-арт
обов'язково повинні бути яскравими, а в ідеалі — різних кольорів і навіть фактури. Про гармонію в класичному розумінні краще зразу забути. Одне з рішень поп-арту, коли одна зі стін залишається світлою, ще дві - контрастних яскравих кольорів, а четверта виконана в техніці багаторазового повторювання якогось дрібного візерунку.

### Стеля в стилі поп-арт
Кількість рівнів стелі не принципово, навпаки на цьому можна зіграти, зробивши різнорівневі асиметричні ніші, обігравши це під світкою різних кольорів. В випадку однорівневої стелі вибирайте глянцеві покриття, буде це підвісна, натяжна чи просто покрашена білий колір стеля. Блиск і глянець поп-арту до лиця.

### Підлога в стилі поп-арт
найчастіше залишають нейтральною, вибираючи спокійну гаму паркету і звертаючи весь акцент на інтер'єр. Але також часто використовують яскраві покриття на підлогу: ковролін насиченого кольору або кераміку, роблячи її неоднорідною, а скоріше з хаотичним і ігровим малюнком. Від паркету варто відмовитись.

### Меблі в стилі поп-арт
Поп-арт не сприймає насичених меблів, тому потрібно обмежитись мінімальним набором. Меблі в поп-арті повинні бути неординарними і ніяк не класичної форми. Форми пологі, округлі, дещо незвичайні — в стилі «ретро-футуризм».
Часто використовується в меблях жіночий силует, мультиплікаційні герої і знаменитості. Меблям характерні яскраві кольори (один, а краще декілька в одному предметі), типові для 60-х дивани і крісла округлих форм, пуфи і невеликі столики, в моду ввійшов яскравий пластик.
Шафи недоречні в поп-арті, так як це самий громіздкий предмет в захаращенні простору інтер'єру. Їх краще замінити нішами, вбудованими шафами і навіть подіумами. Для одягу найкраще виділити окрему гардеробну. Цікавий момент: на меблі можна і потрібно наносити орнаменти, малюнки із коміксів і навіть графіті.
Вітається яскравий і барвистий текстиль, підібраний в основній кольоровій гамі. Різні стилізовані пластикові аксесуари: годинники, рамки для фото, статуетки, вази, світлини і підсвічники.
Поп-арт цілком можна назвати не дорогим стилем з точки зору ціни, а не загального ефекту. Це той випадок, коли підійдуть недорогі меблі, куплена в відомому гіпермаркеті.
Поп-арт в дизайні інтер'єру виглядає досить експресивно і незвичайно.
Стиль поп-арт в інтер'єрі, звичайно, не для всіх. Наявність яскравих і їдких кольорів може втомити мешканця, якому приємніше розслаблятись в нейтральних чи пастельних тонах. Проте любителям шокувати оточення, в особливості молоді, а також в салонах і стилізованих кафе, стиль прийдеться до смаку, як ніякий інший.
Поп-арт — напрям направлений на молодь, тому в ньому відводиться основне місце яскравим фарбам, сміливим співвідношенням, нестандартним, «безбашенним» рішенням. Цей стиль підійде для тих, хто готовий зануритись у пучину популярного мистецтва, відкинути всі консервативні і традиційні уявлення і зробити своє життя блискучим, яскравим і лишеним спокою.